# Bicame
O Bicame é um aqueduto localizado na cidade de Nova Lima, Minas Gerais, Brasil. 

## História
O Bicame foi construído em 1890 pela St. John d'el Rey Mining Company para abastecer a área industrial da Mina de Morro Velho. A água era utilizada na lavagem do minério de ouro extraído pela mina e nos hidrantes de segurança. O principal arquiteto desta edificação foi o Superintendente da St. John, o inglês George Chalmers.
O aqueduto mede aproximadamente 200 metros e cruza o antigo bairro dos Ingleses, hoje o bairro Quintas. A principal via para o centro da cidade passa sob o Bicame. Em volta deste encontro existe uma praça que tradicionalmente recebe adolescentes e jovens após o horário escolar e durante à noite.
Em 2002 os cidadãos nova-limenses escolheram o Bicame como o símbolo da cidade através de uma iniciativa popular.
O Bicame está incluso no Circuito Inglês, um conjunto de todas as edificações construídas pelos ingleses na cidade de Nova Lima no decorrer do séc XVIII e XIX. 

## Galeria

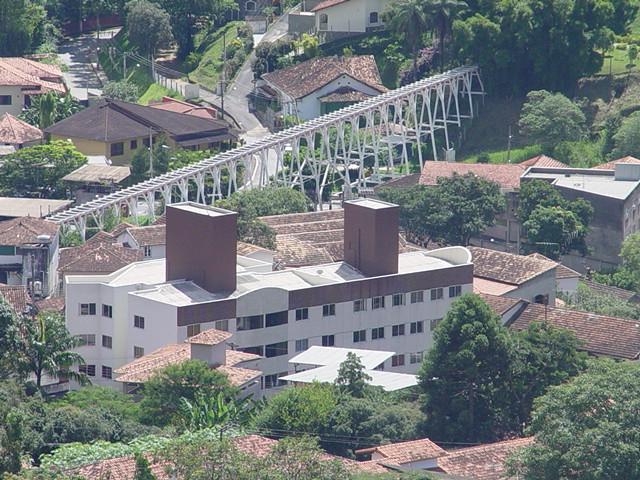
Vista do Bicame pelo bairro Alto das Quintas.
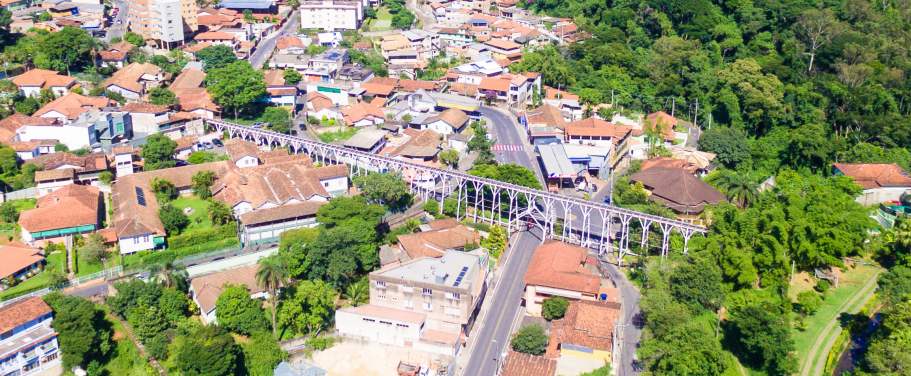
Vista aérea do Bicame.
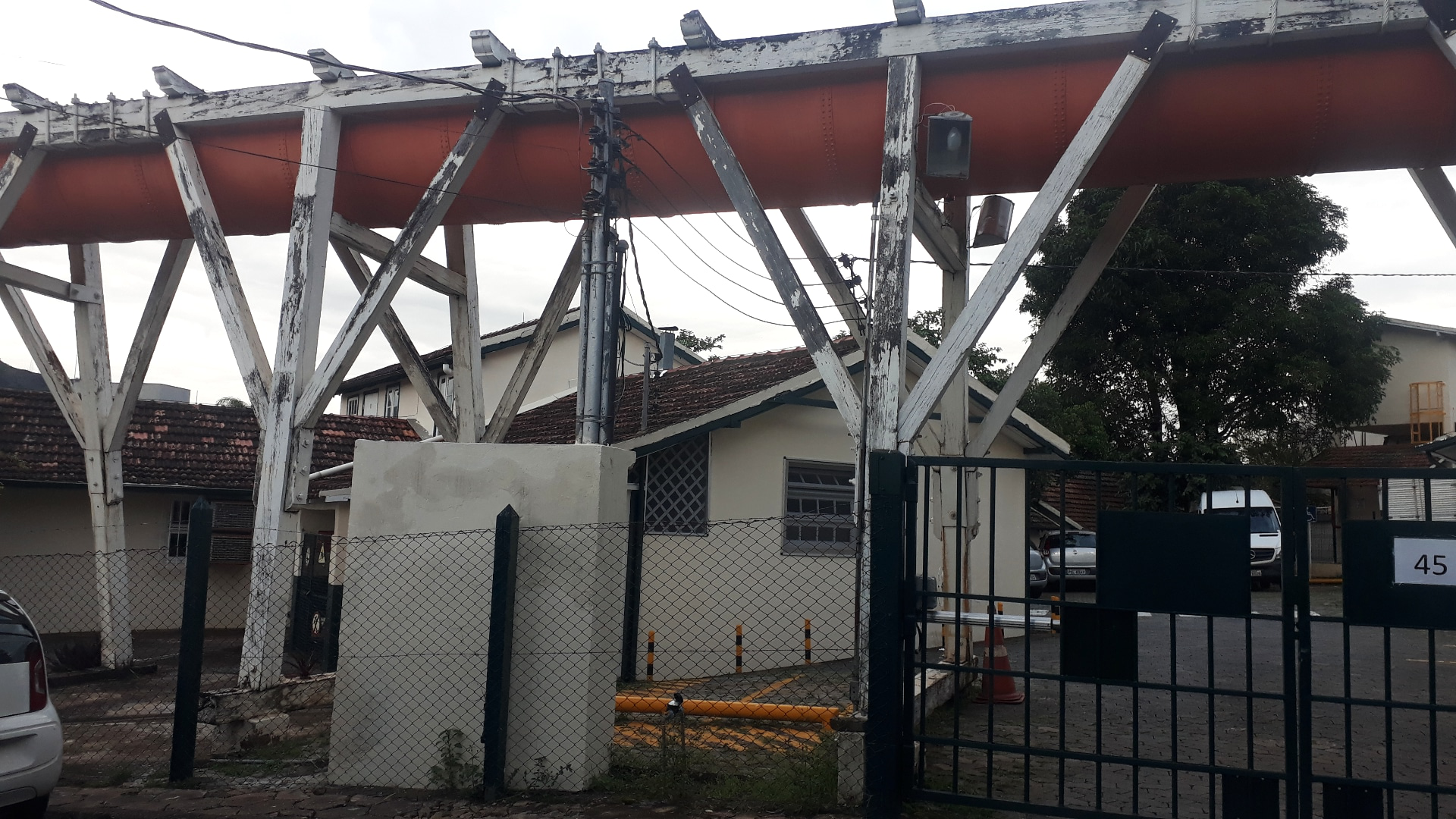
Bicame sobre a Pensão Retiro.